# Município (Portugal)
Das Município ist eine Verwaltungseinheit Portugals und die zweite Stufe der Körperschaften (autarquias) in der kommunalen Selbstverwaltung in Portugal. Ein Município besteht aus Freguesias. Während Freguesias als kleinste Verwaltungseinheit in Portugal in etwa einer Gemeinde entspricht, ist das Município ein Gemeindeverband respektive eine Verbandsgemeinde.
Der Begriff Concelho wird häufig synonym verwendet. Ursprünglich beschreibt Município die Verwaltung und den Verwaltungsort, während Concelho das verwaltete Gebiet bezeichnet.
Nicht verwechselt werden sollte Município mit dem ähnlichen Wort Munícipe, welches „Bürger“ bzw. „Bürgerin“ bedeutet.

## Begriff
Der Begriff município stammt aus der Zeit der römischen Besetzung (2. Jahrhundert n. Chr.), wo vor deren Kolonialisierung bereits vorhandene Siedlungen als municipium anerkannt wurden, womit bestimmte Vorrechte der eigenen Verwaltung erhalten blieben.
Auch der Begriff concelho stammt aus dieser Zeit. Er geht wohl auf das lateinische con-cilium zurück, wobei weitere Ableitungen nicht einheitlich sind (intercalare, convocare, con-sedere).

## Geschichte
Als sich Portugal erstmals nach westgotischer und maurischer Herrschaft bildete, wurden Gebiete, denen auch mehrere Gemeinden angehören konnten, als concelho bezeichnet. Das Concelho wurde als der königlichen Gewalt gegenüberstehende eigene Rechtspersönlichkeit begriffen. Über Jahrhunderte kennzeichnete der Begriff Concílio und später dann Concelho daher überörtliche Einheiten.
Nach der Staatsgründung 1143 trieb der König die Aufteilung und Verwaltung des Landes nach der neuen Interessenlage voran. Mit der Vergabe der Cartas de Foral (Stadtrechte) und der damit verbundenen Gliederung in Concelhos schützte die Zentralregierung die somit ihrer Verwaltung unterstehenden Gebiete vor der Vereinnahmung durch den Feudaladel.
In den folgenden fast 900 Jahren bis heute ist der Concelho eine Konstante in der administrativen Gliederung geblieben, zumindest im europäischen Festland-Portugal. Die Stellung und Zuständigkeiten wurden dabei jedoch immer wieder von der jeweiligen Zentralregierung stark verändert. Auch ihre Anzahl variierte im Laufe der Jahrhunderte und der verschiedenen Verwaltungsreformen.
Unter König Manuel I. (1469–1521) fand zu Beginn des 16. Jahrhunderts eine allgemeine Verwaltungsreform statt, in der das unmittelbare königliche Herrschaftsgebiet in sechs Comarcas eingeteilt wurde. Das waren Gebiete, die jeweils durch einen administrativen und einen juristischen Magistrat im Auftrage des Königs verwaltet wurden. Kirchliche und feudale Gebietsherrschaften waren hiervon bis 1790 ausgenommen. Im 17. Jahrhundert wurden die Comarcas zu Teilen der neu gebildeten Provinzen, wobei aber den Provinzen außer einer militärischen eine mehr statistische Bedeutung zukamen. Die Comarcas wurden während der Zeit immer häufiger in Concelhos unterteilt, denen ein Provedor (Vorsteher) als Repräsentant des Präfekten der Comarca vorstand und dem ein später von den Bürgern gewähltes Organ beratend zur Seite stand, der Vorläufer der Câmara Municipal. Bei den großen Verwaltungsreformen der Jahre 1832 und 1835 wurden innerhalb der Provinzen Distrikte gebildet, denen die Concelhos angehörten. Eine Vielzahl von Concelhos, die oftmals nur größere Gemeinden waren, wurden aufgelöst. 1836 wurde mit dem Código Administrativo das erste Verwaltungsgesetzbuch Portugals geschaffen. Die von Manuel da Silva Passos mit angestossene Verwaltungsreform erhöhte die lokale Autonomie und reduzierte zugleich die Zahl der Concelhos von 800 auf 351.
Im Zuge der Demokratisierung nach der Nelkenrevolution wurde in der Verfassung von 1976 die kommunale Selbstverwaltung zuletzt deutlich gestärkt. Die heute 308 Municípios bilden seither ein starkes Gegengewicht zur Zentralregierung.

### Neuzeit
In der Neuzeit setzte sich auch in Portugal der Begriff Município zur Bezeichnung der territorialen Gebietskörperschaft, die mehrere Gemeinden umfasste, durch, wie in der ersten modernen Regelung der Autarquias Locais in der Verfassung von 1976. Der Begriff Concelho blieb aber erhalten und wird in der Umgangssprache heute vielfach in gleicher Bedeutung wie Município gebraucht. Dies entspricht aber nicht der korrekten Bedeutung. Concelho kennzeichnet heute das räumliche Gebiet des Municípios. Eine Gemeinde gehört somit zwar einem Município an, liegt aber in einem Concelho. Daher bezeichnen sich in räumlicher Hinsicht die Municípios als Concelho. Man kann Concelho deswegen mit dem deutschen Begriff Kreis gleichsetzen, wie er jedenfalls in den Bundesländern Verwendung findet, die die entsprechende kommunale Körperschaft als Landkreis bezeichnen. Der Zuständigkeit nach gleicht ein Município wegen seiner weitgehenden originären Befugnisse in nach deutschem Rechtsverständnis kommunalen Bereichen aber mehr einer kreisfreien Stadt.
Als Ergebnis der Portugiesischen Kolonialgeschichte finden sich ähnliche Bezeichnungen in allen portugiesischsprachigen Ländern. In Kap Verde etwa ist die administrative Gliederung der in Portugal bis heute sehr ähnlich. So besteht in beiden Ländern ein Unterschied zwischen den Begriffen des Municípios und des Concelhos. In Brasilien beispielsweise hat sich trotz aller administrativen Ähnlichkeiten in Aufbau und Begrifflichkeiten kein Unterschied mehr gehalten, und der Begriff Concelho ist darüber hinaus nicht mehr gebräuchlich und wurde durch die Prefeitura ersetzt.

## Verwaltungsstruktur
In Portugal gibt es 308 (am Festland: 278) Concelhos mit zusammen 3091 Gemeinden (Freguesias). Bis zur administrativen Neuordnung 2013 umfassten sie 4259 Freguesias. Es existieren in Portugal sieben Concelhos, die nur aus einer Freguesia bestehen. Die höchste Anzahl an Freguesias hat der Concelho Barcelos mit 61 Gemeinden, bis 2013 waren es gar 89.
Die Câmara Municipal („Städtische Kammer“) bezeichnet als Ortsangabe das Rathaus und ist der Name der dort untergebrachten Verwaltung und Regierung des Concelho. Sie ist die lokale Exekutive. Die Assembleia Municipal („Stadtversammlung“) ist die lokale Legislative, das kommunale Parlament, das die Câmara Municipal wählt. Die Versammlung setzt sich aus den gewählten Bürgermeistern der Kreisgemeinden als geborene Mitglieder und aus den auf Ebene des Município bei Kommunalwahlen gewählten Mitgliedern zusammen, deren Anzahl die geborenen Mitglieder um einen Sitz übersteigen muss.
Im Rahmen der statistischen Gliederung der EU bilden die Municípios die vierte Stufe (LAU 1; siehe auch: NUTS:PT).